# Den nya ekonomin
Den nya ekonomin (DNE) var under det sena 1990-talet en beteckning för de nya ekonomiska förhållanden, som ansågs ha uppkommit i internets kölvatten. Även avreglering av olika marknader, andra kunskapskrav, nya sätt att organisera sig och en internationaliserad ekonomisk politik bidrog till den förändrade ekonomin. Den ekonomiska optimismen och (över)tron på den nya teknikens betydelse ledde till slut till en IT-bubbla som sprack, samt till en successiv integrering av IT-industrin i den redan etablerade ekonomin.

## Historia

### Bakgrund
DNE-begreppet – på engelska New economy – myntades 1994 av den dåvarande chefen för USA:s centralbank Alan Greenspan. Han förutspådde då ett kommande produktivitetslyft inom ekonomin, som en konsekvens av stora investeringar i ny teknik. Han menade att den allt snabbare produktivitetsökningen både ledde till en större tillväxttakt och lägre arbetslöshet utan en stegring av inflationen. Detta sågs som en ny ekonomisk tankegång. Internet var vid denna tid något nytt och det var svårt att överblicka hur stort skulle kunna komma att bli.

### Utveckling
Helt plötsligt talade många ekonomer och företagsledare om Moores lag (enligt vilken datorernas kapacitet fördubblas var tjugofjärde månad) och Metcalfes lag (värdet av ett nätverk ökar med kvadraten på antalet anslutna punkter), vilket tidigare varit förbehållet ett fåtal teknikvisionärer. Trender som relationsmarknadsföring innebar att antalet medlemmar i en kundklubb kunde vara ett företags största tillgång, och man frågade inte alltid om dessa medlemmar köpte något. En viktig milstolpe i denna utveckling var Kevin Kellys artikel New rules for the new economy i tidningen Wired i september 1997 (nummer 5.09).
Euforin nådde sin kulmen under år 1999 och början av 2000, då aktier i nystartade företag med internetbaserad verksamhet nådde skyhöga priser (så kallade dotcom-företag, eftersom deras domännamn och ofta även företagsnamn slutade på .com). Denna kortvariga aktiebubbla följdes emellertid av en lång och djup nedgång.

### Efterspel
Sett i efterhand är det frestande lätt att återanvända termen "den nya ekonomin" i nedsättande bemärkelse för de galenskaper som förekom främst under 1999. Det var dock inte så termen användes under sina glansdagar. Även under 1990-talet fanns det nationalekonomer som varnade för en bubbla, däribland Paul Krugman.
Den nya ekonomin var en term för att förklara hur marknaden kunde värdera företag som den gjorde under IT-boomens mest extrema år 1999–2000. I den "gamla" ekonomin hade företag värderats efter sin intjänandeförmåga. Ett företag som gjorde bra vinster och hade en lovande framtid värderades då högt. I "den nya ekonomin" kunde plötsligt företag, främst i IT-branschen, med en förlust på 1 miljard och en omsättning på 30 miljoner värderas till många miljarder av marknaden. Även med traditionella värderingsmetoder kan ett företag som uppvisar förluster åsättas ett högt pris, om det finns goda förhoppningar om framtida vinster. Många IT-bolag hade dock ytterst tveksamma framtidsutsikter, men gavs trots detta fantasivärderingar. Ett exempel är att mobiltelefonoperatörer värderades mycket högt i förhållande till omsättningen fastän det började bli brist på nya kunder, och därmed tillväxtmöjlighet, då de flesta västeuropeer redan hade mobiltelefon 1999. Ett annat är att Moores lag gäller datorkapaciteten, inte försäljningsvärdet, och det är pengar (vinster), inte teknik i sig själv som driver börsen på sikt.
Istället för att inse det orimliga och kortsiktiga i värderingen försökte man hitta nya modeller som skulle förklara den. Att värdera företag genom att räkna antalet anställda var ett sätt. Företagen noterade det och rekrytering blev ett högt prioriterat mål. Eftersom det kombinerades med en (lätt panikartad) fokusering på IT-investeringar, hade dessutom de flesta anställda arbetsuppgifter.
I takt med att IT-bubblan spruckit har den nya ekonomin förträngts. Den gamla visade sig trots allt vara ganska sund. IT-företagen har efter nedgången fungerat ungefär som andra branscher på börsen. Vinster är det som räknas.
IT-bubblan visar tesen om att aktiekurser styrs på lång sikt av vinster (se även P/E-tal), medan på kort sikt styrs kurserna av psykologi, alltså känslor. En viss given känsla bland investerarna varar inte så länge och i längden måste företag leva upp till omsättnings- och vinstförväntningarna. Efter IT-bubblan har investerarna återgått till att räkna på vinster och andra faktorer på ett mer traditionellt sätt, och en sämre vinst än förväntat ger omedelbart utslag i en sämre kurs. Möjligheten att snabbt reagera med köp och försäljningar via internet har ökat börsens nervositet.